# Re’uwen Barkat
Re’uwen Barkat (hebr.: ראובן ברקת, ang.: Reuven Barkat, ur. 15 czerwca 1906 w Taurogach, zm. 5 kwietnia 1972 w Jerozolimie) – izraelski prawnik, działacz społeczny, dziennikarz, dyplomata i polityk, w 1961 ambasador w Norwegii, w latach 1965–1972 poseł do Knesetu, w latach 1969–1972 jego przewodniczący.

## Życiorys
Urodził się 15 czerwca 1906 w Taurogach (wówczas Imperium Rosyjskie, obecnie Litwa).
Na Litwie ukończył żydowską szkołę podstawową i gimnazjum oraz jesziwę. Był jednym z założycieli ruchów „Młody Pionier” i „Młody Hebrajczyk” w Republice Litewskiej. Na studia wyjechał do Francji – studiował prawo i literaturę na Sorbonie oraz Uniwersytecie Strasburskim. Był przewodniczącym Związku Żydowskich Studentów w Diasporze.
W 1926 wyemigrował do stanowiącej brytyjski mandat Palestyny. W latach 1928–1933 był sekretarzem departamentu osadnictwa w ruchu osadniczym Centrum Rolnicze (Ha-Merkaz ha-chakla’i), natomiast w latach 1933–1938 dyrektorem departamentu kontaktów publicznych, odpowiedzialnym za organizację przenoszenia żydowskiego dobytku z Niemiec do Palestyny. W latach 1940–1946 był sekretarzem generalnym Narodowego Komitetu Żołnierzy Żydowskich. Od 1946 działał w departamencie politycznym związku zawodowego Histadrut, którego dyrektorem został w 1949, kiedy został także członkiem komitetu centralnego organizacji. Następnie kierował departamentem spraw arabskich związku. Publikował artykuły w prasie, szczególnie w dziennikach Dawar i Ha-Arec.

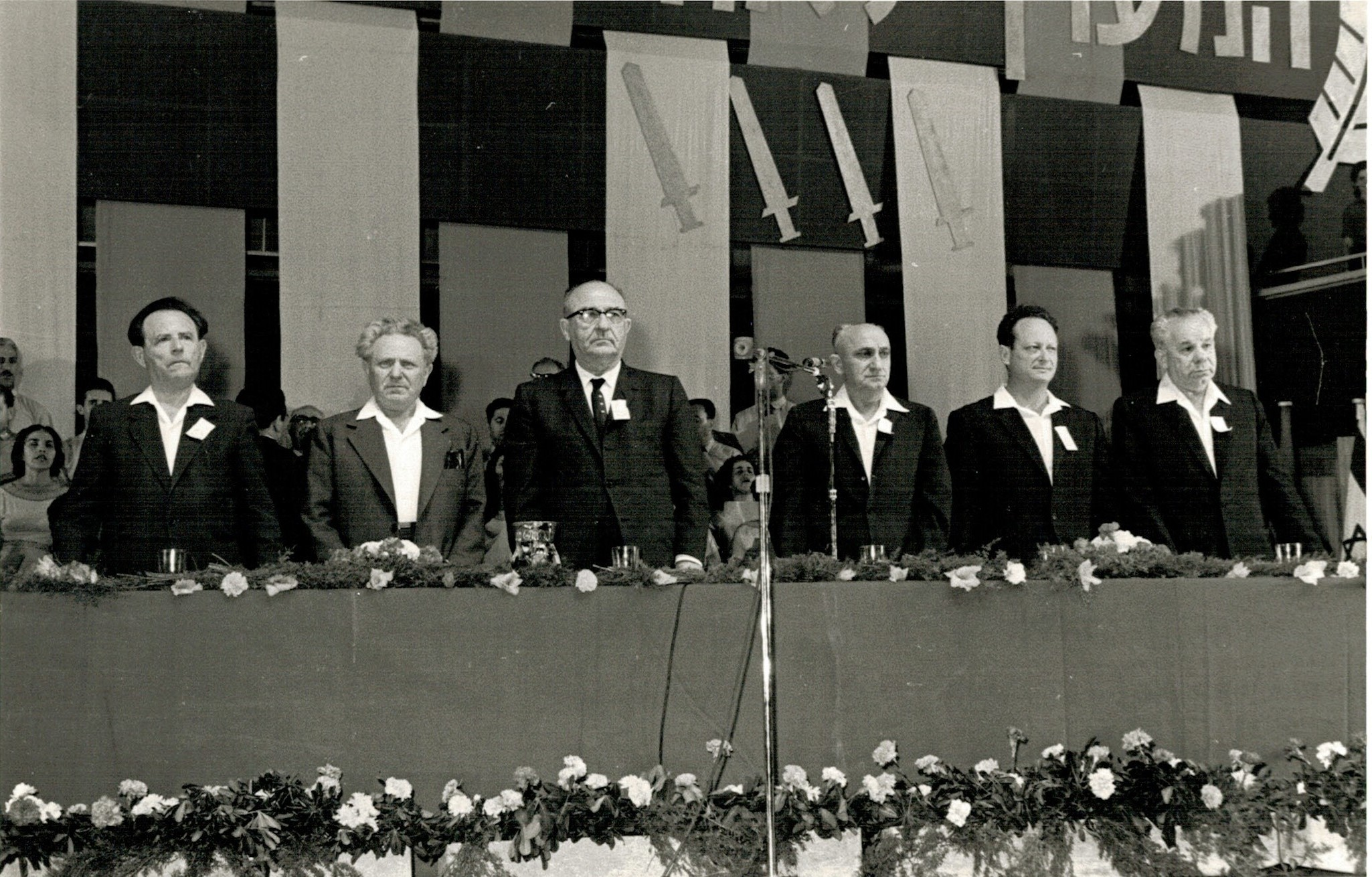
Konwencja założycielska Koalicji Pracy, od lewej: Mosze Karmel, Jigal Allon, Re’uwen Barkat, Lewi Eszkol, Jisra’el Galili i Aharon Becker (1965)

W 1961 został ambasadorem Izraela w Norwegii. W kolejnym roku miał zostać ambasadorem w Związku Radzieckim, ale 27 listopada 1961 został wyznaczony na nowego sekretarza generalnego Mapai, obejmując stanowisko zwolnione przez Josefa Almogiego. Pełnił tę funkcję do 1966 roku. W wyborach w 1965 został wybrany posłem z listy Koalicji Pracy (sojuszu Mapai i Achdut ha-Awoda). W szóstym Knesecie zasiadał w komisjach spraw zagranicznych i obrony oraz edukacji i kultury. W 1969 uzyskał reelekcję. Został przewodniczącym Knesetu VII kadencji, zasiadał w komisji interpretacji. Pozostał na stanowisku do śmierci – zmarł 5 kwietnia 1972 w Jerozolimie, mandat poselski objął po nim Awi’ad Jafe.
Został pochowany na cmentarzu na Górze Oliwnej.
W 1977 roku ukazała się jego biografia pod hebrajskim tytułem Sefer Barkat: diwrej ijun we-dijun be-baajot parlamentarizm, tchika we-mimszal, Jerozolima (pol. Księga Barkata: studium i debata nad problemami parlamentaryzmu, legislacji i rządzenia).